# Гардоаја (Мехединци)
Гардоаја (рум. Gârdoaia) насеље је у Румунији у округу Мехединци у општини Флорешти. Oпштина се налази на надморској висини од 206 m.

## Становништво
Према подацима из 2002. године у насељу је живело 838 становника, од којих су сви румунске националности.